# Nynäshamn
Nynäshamn – miasto portowe i siedziba władz gminy Nynäshamn, znajdujące się w regionie Sztokholm w Szwecji. Według danych z 2010 roku liczy 13 510 mieszkańców.
W mieście mieści się rafineria należąca do firmy Nynas.

## Transport

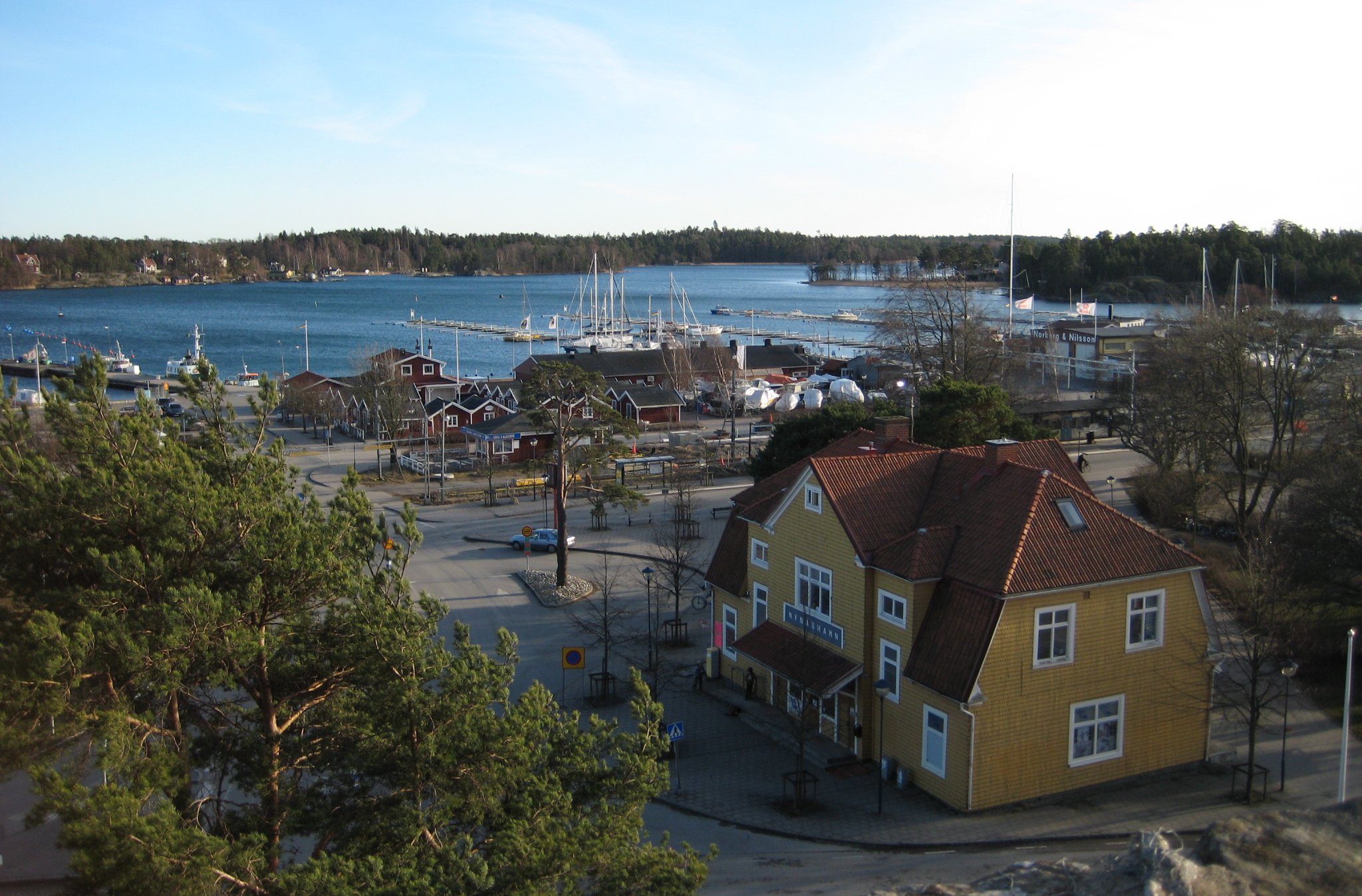
Widok na port i stację kolejową

Nynäshamn posiada stałe połączenia promowe z Gdańskiem (Polferries), łotewską Windawą (Stena Line) i szwedzką wyspą Gotlandią (Destination Gotland).
Pod miastem zaczyna się autostrada 73, prowadząca do Sztokholmu.
Miasto posiada położoną w centrum, stację kolejową Nynäshamn, obsługiwaną przez pociągi podmiejskie Pendeltåg Sztokholm. Pociąg do Sztokholmu, w ciągu dnia odjeżdża stamtąd co 30 minut.

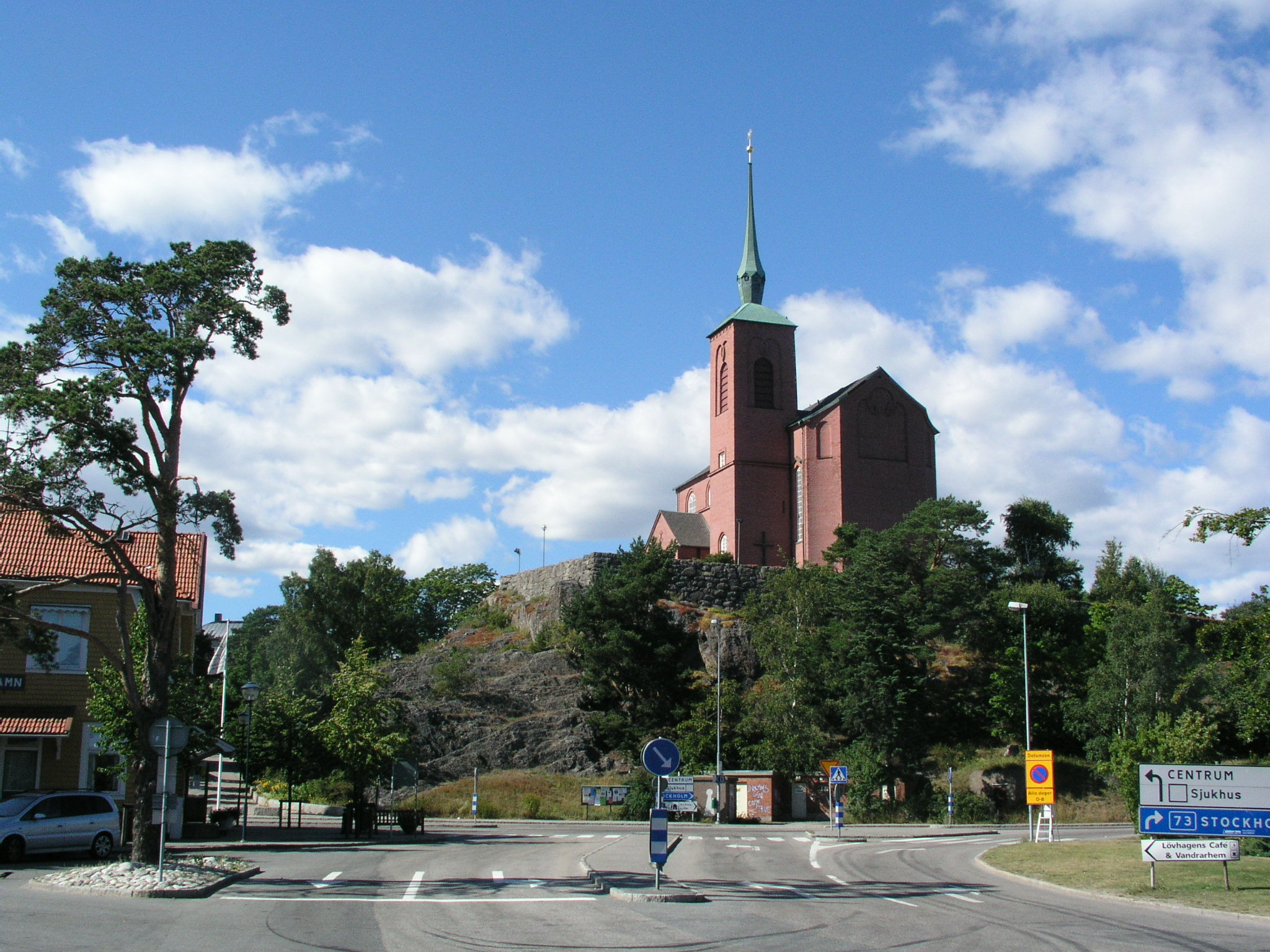
Kościół w Nynäshamn